# Église communautaire de Willow Creek
L’Église communautaire de Willow Creek (anglais : Willow Creek Community Church) est une megachurch chrétienne évangélique  non confessionnelle multisite à South Barrington, près de Chicago, aux États-Unis. Son pasteur principal est David Dummitt. L’église aurait une assistance de 7,740 personnes.

## Histoire
En 1975, Bill Hybels, diplômé de la Trinity International University (en) à Deerfield (Illinois), mène une enquête de porte à porte, pour savoir ce qui empêchait les gens d'aller à l'église,. Les réponses ont été formulées autour de  "l'ennui, des sièges inconfortables, de la musique démodée et des messages culpabilisants, etc". Avec ces préoccupations, Bill Hybels et Dave Holmbo ont fondé l'église avec 100 personnes en 1975,,,. Le théologien Gilbert Bilezikian a également participé à la fondation . Bilezikian s’est engagé pour l'inclusion des femmes pasteures dans l’équipe de direction. 
En février 1981, elle a inauguré un bâtiment à South Barrington comprenant un auditorium de 4,500 places. 
En 1992, elle a fondé la Willow Creek Association, une association chrétienne évangélique pour les églises . En 1999, l'église comptait 15 000 personnes. En 2004, elle a inauguré un nouvel auditorium de 7,200 places, sur le même campus. En 2015, l’assistance hebdomadaire était de 25,000 personnes .
En 2018, Steve Gillen est choisi comme pasteur principal par intérim. En février 2020, la fréquentation était de 18,000 personnes. En juin 2020, David Dummitt est devenu le pasteur principal.
Selon un recensement de l’église publié en 2023, elle disait avoir une assistance hebdomadaire de 7,740 personnes et avoir ouvert 7 campus dans différentes villes .

## Allégations d'abus sexuels
En 2018, Billy Hybels annonce se retirer de l'église à la suite de propos l'accusant de s'être conduit de façon inappropriée vis-à-vis de plusieurs femmes. Par la suite, plusieurs de ses successeurs sont également amenés à se retirer. En août 2018, le conseil des anciens déclare qu'il démissionne pour n'avoir pas pris les accusations suffisamment au sérieux et en affirmant que cela permettra à l'église de prendre un « nouveau départ,.
En janvier 2020, Gilbert Bilezikian a été accusé par une membre de l'église de Willow Creek d’agression sexuelle à plusieurs reprises entre 1984 et 1988. Cette dernière a dénoncé ces abus à l’église en 2010, mais l’église a seulement restreint Bilezikian dans le service à l'église, tout en lui permettant de continuer à enseigner . En 2020, Bilezikian a nié ces accusations et a reproché à l’église de ne pas l’avoir défendu assez. En mai 2020, Bilezikian a intenté une action en diffamation contre l'église.